# Medjíbij
Medjíbij (ucraïnès: Меджибіж; polonès: Międzybóż; rus: Меджи́бож, Miedjíboj, alemany: Medschybisch; ídix: מעזשביזש, Mejbij; turc: Mejibuji), anteriorment coneguda com Mejíbuje (rus: Межи́бужье; polonès: Międzybuż) és un poble de 1.731 habitants (segons el cens de l'any 2001) de la província de Khmelnitski, de l'oest d'Ucraïna. Està situat al districte Letychivsky Raion, a 25 km de la ciutat de Khmelnitski a l'autopista entre aquesta ciutat i Vínnitsia, a la confluència del riu Buh Meridional i el riu Bujok.
Medjíbij va ser una vegada una localitat important a la regió històrica de Podíl·lia. És coneguda per ser el lloc de naixement del moviment místic religiós del judaisme hassídic.

## Història
La primera vegada que és esmentada la vila de Medjíbij, és com a part de la Rus de Kíev, primer estat eslau oriental, el 1146. El 1255 la fortalesa de fusta que hi havia al poble va ser destruïda. El 1360, després d'un atac mongol, passa a mans dels lituans i des de 1444 pertany a Polònia. Entre els segles XV i XVII sofreix nombrosos atacs dels tàrtars.
El 1648 el poble és pres pels cosacs. Vivien aleshores en aquest indret unes 12.000 persones, entre elles 2.500 jueus. El 20 de juliol d'aquest any, els cosacs, al comandament de Danylo Nechay i Maxym Kryvonis duen a terme la matança de la majoria de jueus i empresonen a la resta, erradicant-los pràcticament de Medzhybizh.
El 1657, el poble és pres pels hongaresos, que el cedeixen als turcs el 1672. El 1678, la població jueva ha augmentat fins a les 275 ànimes. El 1682, els polonesos el recuperen de nou, però no triga a tornar a les mans dels turcs i de nou als polonesos, en trobar-se en zona de conflicte. Tanmateix, en aquesta època, sota el govern de les famílies Sieniawski i Czartoryski, el poble viu un període de prosperitat, i resisteix l'atac dels jaidamakas, bandes paramilitars ucraïneses que van lluitar contra el domini polonès.
El 1792, Medzhybizh cau en mans dels russos durant la segona partició de Polònia, i el poble decau. A la fi del segle xix i durant la primera guerra mundial, es converteix en un important centre militar i és ocupat per hongaresos, alemanys i russos successivament, per acabar sota el domini soviètic.
Durant la segona guerra mundial és ocupat pels nazis, els qui creen guetos i acaben per exterminar a tota la població jueva. Els soviètics, que s'apoderaran del poble en acabar la guerra van confirmar la mort de 2.558 jueus.
El 1959, els russos destrueixen la catedral per construir carreteres, i el 1990, amb la independència d'Ucraïna, Medzhybizh passa a formar part d'aquest país.

## El judaisme a Medjíbij
El primer registre escrit referent a la comunitat jueva de la vila de Medjíbij data del segle xvi. El 1566, el rei de Polònia Segimon II August va atorgar privilegis a la comunitat jueva que vivia en aquest poble, ja que els jueus de la vila estaven exemptes de pagar impostos. El primer rabí important de Medjíbij va ser Yoel Sirkis (1561-1640), però la figura més destacable va ser la del rabí Israel ben Eliezer (1698-1760), fundador de l'Hassidisme, el Baal Xem Tov va viure en aquesta població entre els anys 1742 i 1760.